# Desaparecimento de Lee Boxell

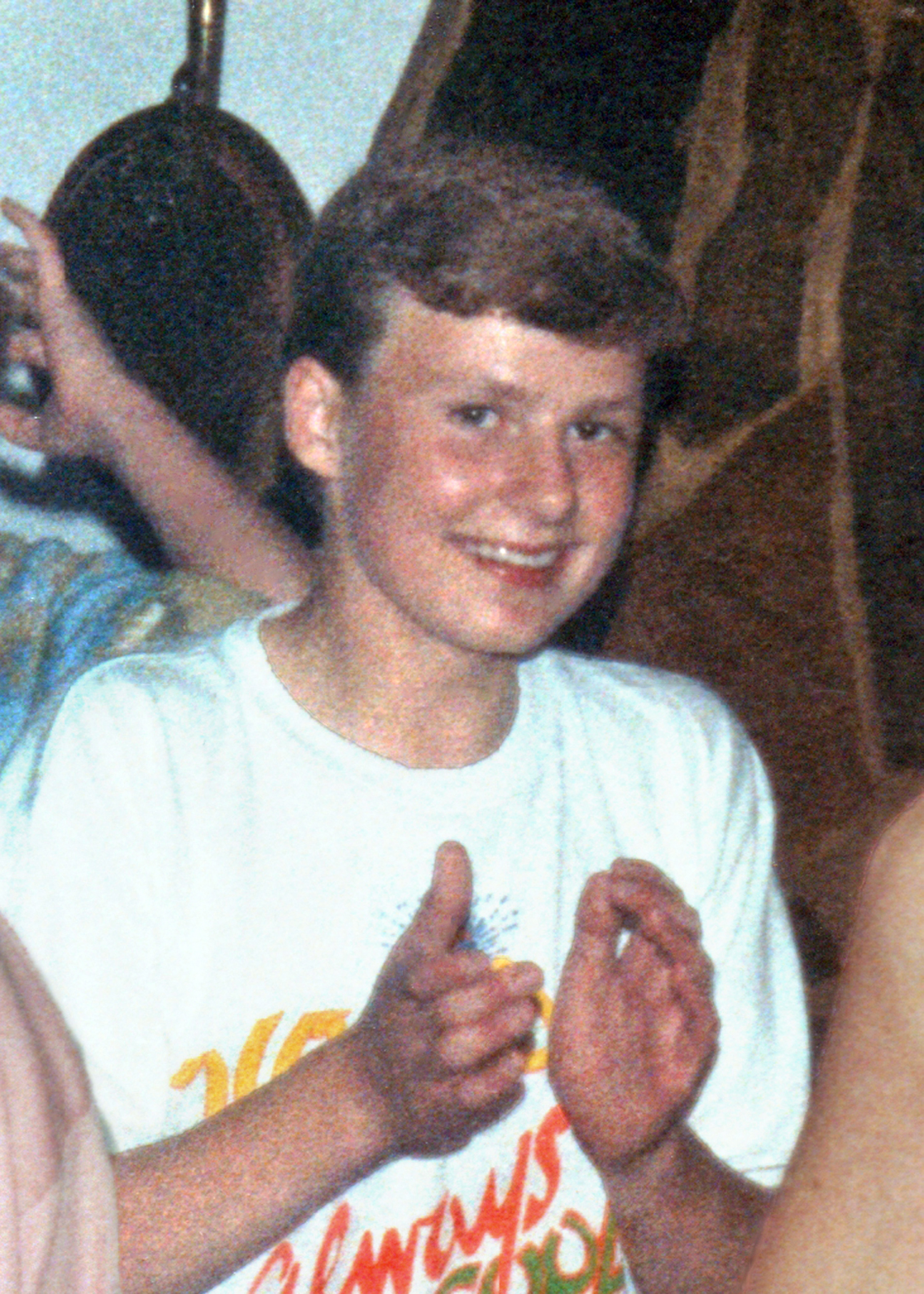
Lee em uma festa no ano de 1987

Lee Darren Boxell (nascido a 16 de fevereiro de 1973) foi um estudante britânico que desapareceu de Sutton na Inglaterra a 10 de setembro de 1988, com 15 anos. Ele foi visto pela última vez na Sutton High Street antes de dizer que ele talvez fosse ver um jogo de futebol no Selhurst Park em Croydon. Na altura do desaparecimento, Boxell era descrito como tendo 1.70 m, magro com cabelo castanho claro; ele estava a usar calças pretas, uma t-shirt branca dos Flintstones e sapatos de camurça castanhos.
Apesar de uma longa investigação policial e vários apelos, não existiram mais avistamentos de Boxell desde o dia do desaparecimento. Os seus pais, Peter e Christine, mantiveram o seu quarto como ele o deixou quando desapareceu.

## Desaparecimento
Na manhã de 10 de setembro de 1988, Lee Boxell deixou a sua casa em Cheam, em Sutton, para se encontrar com um amigo às 11 numa cidade perto de Sutton. Boxell e o seu amigo passaram algumas horas a ver montras e separaram-se à 13h. Quando ele estava a ir embora, Boxell disse que talvez fosse ao estádio de futebol de Selhurst Park para ver um jogo entre Charlton Athletic F.C. e Millwall F.C.
Apesar de vários apelos tanto no Crimewatch da BBC e no Selhurst Park e outros estádios de futebol, ninguém veio a público com avistamentos confirmados de Boxell em qualquer local de futebol na área. No entanto, uma testemunha veio a público dizer que o tinha visto fora de um Tesco em Sutton High Street às 14:20. Isto significa que é improvável que ele tenha chegado a qualquer local de futebol na área a tempo do começo às 15h. Ele não foi visto desde esse dia.

## Eventos subsequentes
Em 2012, outra testemunha afirmou que Boxell foi a um clube de juventude não oficial no anexo da Igreja de St. Dunstan em Cheam, conhecida como "A Barraca", o que 
não era conhecido da polícia. Depois de extensivos inquéritos, a polícia descobriu que pedófilos operavam na área na altura em que Boxell desapareceu. William Lambert, o coveiro da igreja, esteve preso por onze anos em 2011, quando tinha 75 anos, depois de abusar sexualmente de quatro raparigas. Entre junho e setembro de 2012, a polícia escavou parte do cemitério, escavações que resumiram em abril de 2013.
Em 2013, para coincidir com o que seria o 40º aniversário de Boxell, Crimewatch apelou mais uma vez por informação, trabalhando na nova teoria de que Boxell tinha ido para A Barraca no dia em que desapareceu. Depois de este apelo, houve uma alegação de abuso sexual nunca antes reportado, e a polícia começou a trabalhar na teoria de que "Lee pode ter morrido depois de intervir para parar um abuso sexual no clube em Cheam".
Em 2018, um porta-voz da Scotland Yard confirmou que detetives de casos arquivados tinham entrevistado uma potencial testemunha e nova informação estava a ser investigada que podia levar à descoberta dos restos de Boxell. No ano seguinte, Boxell fez parte de uma campanha de pessoas desaparecidas promovida pelo clube italiano de futebol AS Roma.

## Potenciais suspeitos
Em 2001, ligações foram sugeridas entre o desaparecimento de Boxell e o falecido Brian Lunn Field, um pedófilo e criminoso sexual em série que tinha sido recentemente preso pelo homicídio de 1968 de Roy Tutill. O seu corpo foi encontrado no mato três dias depois do seu desaparecimento. Tutill foi raptado de uma rua em Chessington, menos de 6.43 km de Sutton onde Boxell foi visto pela última vez. A mãe de Boxell rejeitou a ligação, afirmando que ela acreditava que Field estava na prisão de 1987 e 1990. No entanto, isto não é exato, pois embora Field fosse condenado em 1986 pelo rapto de dois rapazes e recebesse uma sentença de quatro anos, ele não serviu a sentença inteira e foi libertado em 1988 (o mesmo ano em que Boxell desapareceu). Field também foi suspeitado pela polícia de ser responsável pelo rapto e homicídio de Patrick Warren e David Spencer, dois rapazes que desapareceram de Solihull, Midlands Orientais, em 1996 enquanto Fields conduzia numa carrinha nas redondezas de onde eles foram vistos pela última vez. Estes rapazes também nunca foram encontrados.